# Anne Gadegaard
Anne Mondrup Gadegaard Jensen (7 de noviembre de 1991) es una cantante de pop nacida en Århus, Dinamarca.

## Biografía
Empezó a cantar a la edad de 11 años presentándose al festival M.G.P 2003 en el que la aceptaron y más tarde ganó el concurso siendo premiada para representar a Dinamarca ese año en el Festival de Eurovisión Junior.
Anne Gadegaard cantó "Arabiens Drøm" (sueño árabe) en el festival y, aunque tuviera muy buenas críticas por su gran actuación, no ganó el concurso quedando en quinto lugar (de 16 participantes) con 93 puntos.
Durante 2007 estuvo de gira por Italia. En enero de 2008 Anne Gadegaard participó en la canción En Verden Til Forskel cantando junto a Nicolai Kielstrup, Amalie, Sebastian, Mathias y Mark (Join Us).
Anne tenía previsto sacar su sexto álbum en verano de 2008 pero el proyecto se canceló.
En 2010 presentó el sencillo "Blah Blah", bajo el nombre de Anne G.
En 2013, vuelve a utilizar su nombre completo y lanza el tema Bag Skyerne, que alcanza el número uno en iTunes en Dinamarca y Noruega.

## Discografía

### Arabiens Drøm
A finales de 2003 Anne Gadegaard lanzó su primer álbum, Arabiens Drøm, con un total de 11 pistas. El álbum tuvo bastante éxito en Dinamarca, lo que la convirtió en una de las cantantes junior con más ventas en ese país.
El primer sencillo de este álbum fue "Arabiens Drøm" teniendo mucho éxito siendo muy escuchada en Dinarmarca. Su segundo sencillo fue "Jamaica".

#### Pistas
1. Arabiens Drøm
2. Festen
3. Luis
4. Min Bedste Ven
5. Jamaica
6. Choco Og Nugga
7. Dine Øjne Blå
8. Prinsesserne På Is
9. Mor Dig Godt
10. Tju Tju Bang
11. Danser Natten Lang

### Ini Mini Miny
En 2004 Anne lanzó su segundo álbum, Ini Mini Miny compuesto por 9 pistas y 5 karaokes. No tuvo el mismo éxito que su anterior álbum. El primer sencillo de este álbum fue "Ini Mini Miny Moe", con un estilo bastante parecido a Arabiens Drøm. Sus otros sencillos fueron Måneblomst , Skolefri y Angel. En 2005 la canción Ini Mini Miny Moe fue utilizada en un anuncio danés de Cartoon Network.

#### Pistas
1. Ini Mini Miny Moe
2. Måneblomst
3. Jeg Ta'r Til Cuba
4. Der Er Børn I Hele Verden
5. Skolefri
6. Som Dig
7. Hele Verden Rundt
8. Ligesom En Drøm
9. Angel
10. Ini Mini Miny Moe: Karaoke
11. Jeg Ta'r Til Cuba: Karaoke
12. Måneblomst: Karaoke
13. Hele Verden Rundt: Karaoke
14. Der Er Børn I Hele Verden: Karaoke

La canción Ligesom En Drøm (Como un sueño) tuvo mucho éxito en internet sin ni siquiera ser un sencillo del álbum.

### Chiki Chiki
En 2005 sacó a la venta su tercer álbum de estudio, Chiki Chiki, con 13 pistas. Este álbum tuvo mucho éxito , alcanzando a su primer álbum "Arabiens Drøm" . El primer sencillo de este álbum fue la canción Chiki Chiki, una canción con un pop pegadizo. Los otros sencillos fueron Dub I Dub (canción presentada por el grupo Me & My), Du Er Ikke Alene Mere, Vamonos, Syd For Gibraltar y Kan Du Mærke Beatet.

#### Pistas
1. Chiki Chiki
2. Dub I Dub
3. Giv En Chance Til
4. Du Er Ikke Alene Mere
5. MGP Sangen
6. Vamonos
7. Syd For Gibraltar
8. Kan Du Mærke Beatet
9. Kærester
10. Kun En Drøm Herfra
11. Sommeren Er Her
12. Ønsketræet
13. Historien Om Den Magiske Lampe

### De Første og Største Hits
Recopilatorio sacado en 2006. Se añadieron 2 canciones nuevas: Shoo Bi Doo y Gi Mig Alt.

#### Pistas
1. Arabiens Drøm
2. Louis
3. Choco Og Nugga
4. Prinsesserne På Is
5. Ini Mini Miny Moe
6. Måneblomst
7. Skolefri
8. Ligesom En Drøm
9. Angel
10. Chiki Chiki
11. Du Er Ikke Alene Mere
12. Vamonos
13. Kan Du Mærke Beatet
14. Ønsketræet
15. MPG Sangen
16. Kærester
17. Dub I Dub
18. Gi Mig Alt
19. Shoo Bi Doo

### Anne's Jul
A finales de 2006 sacó un quinto álbum con canciones navideñas llamado Anne's Jul (Las Navidades de Anne). El álbum está compuesto por 10 pistas con 4 sencillos: Peek-A-Boo, Glædelig Jul Til Dig Fra Mig, Når Det Bli'r Midnat y Tid Til Du Skal Tilgi.

#### Pistas
1. Peek-A-Boo
2. Nytårsparty
3. Glædelig Jul Til Dig Fra Mig
4. Hvis Jeg Får Det Her Til Jul
5. Tid Til Du Skal Tilgi
6. Hjem Til Jul
7. Gi'en Del Af Det Du Har Til Jul
8. Et Lille Bitte Lys
9. Julen Bor I Os Selv
10. Når Det Bli'r Midnat
11. Gi Mig Alt (Edición Especial)
12. Kukkelu (Edición Especial)
13. Min Veninde (Edición Especial)

Más tarde se hizo una edición especial del álbum, añadiendo 3 canciones: Gi Mig Alt, Kukkelu y Min Veninde.